# Багдадская железная дорога
Багдадская железная дорога — главный отрезок широко запланированной в XIX веке и частично построенной железнодорожной магистрали Берлин — Вена — Стамбул — Багдад — Басра — Кувейт. Багдадская железная дорога стала важным фактором международной политики начала XX века. Имеет протяженность около 2400 км, соединяет Босфор с Персидским заливом.

## Планы постройки

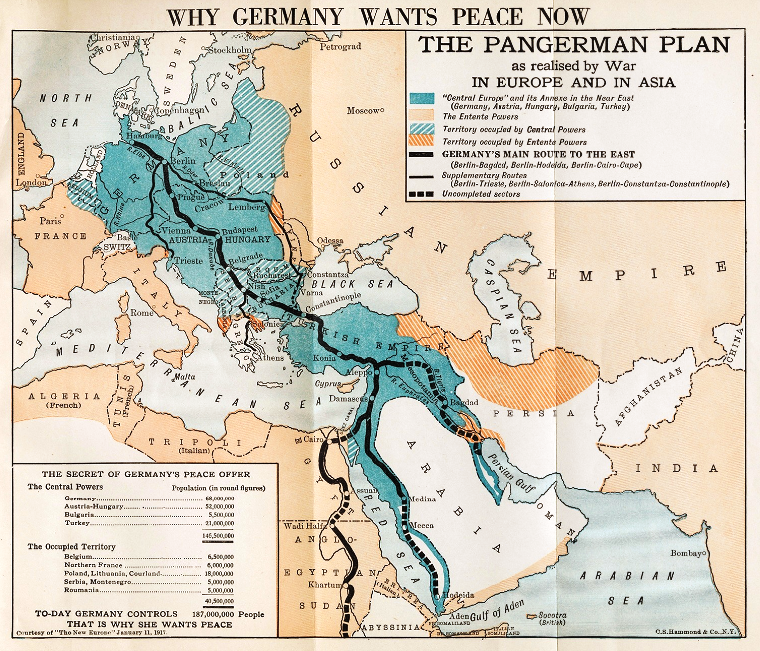
Один из маршрутов трассы

Идея постройки железной дороги, связующей Средиземное море с Персидским заливом, впервые была озвучена в 1829—1831 гг. британским полковником Фрэнсисом Р. Чесни (Francis Rawdon Chesney).
Автором аналогичного и также нереализованного проекта (Средиземное море — Багдад) выступил в 1872 году немецкий инженер Вильгельм фон Прессель, занимавший пост директора Румелийских железных дорог. Для Турции Багдадская железная дорога играла важную военно-стратегическую роль, так как должна была связать важнейшие центры бездорожной Малой Азии (особенно восточные вилайеты) с Константинополем. Однако, несмотря на активное лоббирование влиятельного Мидхат-паши, проект был отвергнут султаном.
Вообще развитие железных дорог в Азиатской Турции шло весьма медленно. Построенная дорога Хайдар-паша (Стамбул) — Измит в 1877 году была продана Deutsche Bank с правом продолжить линию до Анкары (через Эскишехир) и с преимущественным правом на получение концессии на Багдадскую железную дорогу. В 1899 году, после визита Вильгельма II в Османскую империю, глава Deutsche Bank Георг фон Сименс подписал предварительное соглашение о концессии на строительство и эксплуатацию основной магистрали Багдадской железной дороги — от Коньи через Багдад до Персидского залива. Для этого Берлинский и Вюртембергский банки создали чисто германскую компанию с французским названием Société de Chemins de Fer Ottomans d’Anatolie. В результате франко-германского соглашения от 6 мая 1899 года к участию в строительстве Багдадской железной дороги был допущен французский капитал. В 1903 году была окончательно оформлена концессия, обеспечившая германской компании высокую оплату за каждый километр введённой в эксплуатацию дороги (т. н. километрическую гарантию). К 1906 году немцами была построена линия Измит — Эскишехир — Конья — Эрегли (около 900 км.) с ответвлением Эскишехир — Анкара (263 км.).
По плану, Багдадская железная дорога должна была пройти от Эрегли до города Адана, затем идти на восток до Нусайбина и Мосула, а далее на юг по правому берегу Тигра до Багдада, Басры и Кувейта. Планировались ответвление до Алеппо на соединение с уже существующей Сирийской железной дорогой до Бейрута и Дамаска со строящимся продолжением в виде узкоколейной Хиджазской железной дороги до Мекки. Другое крупное ответвление должно было пройти от Багдада в Ханекин, на границу с Персией. Железная дорога в немецкой печати именовалась дорогой «Трёх Б» (это название расшифровывалось то как Берлин — Босфор — Багдад, то как Берлин — Бизанц (Bysanz) — Багдад.

## Международные осложнения

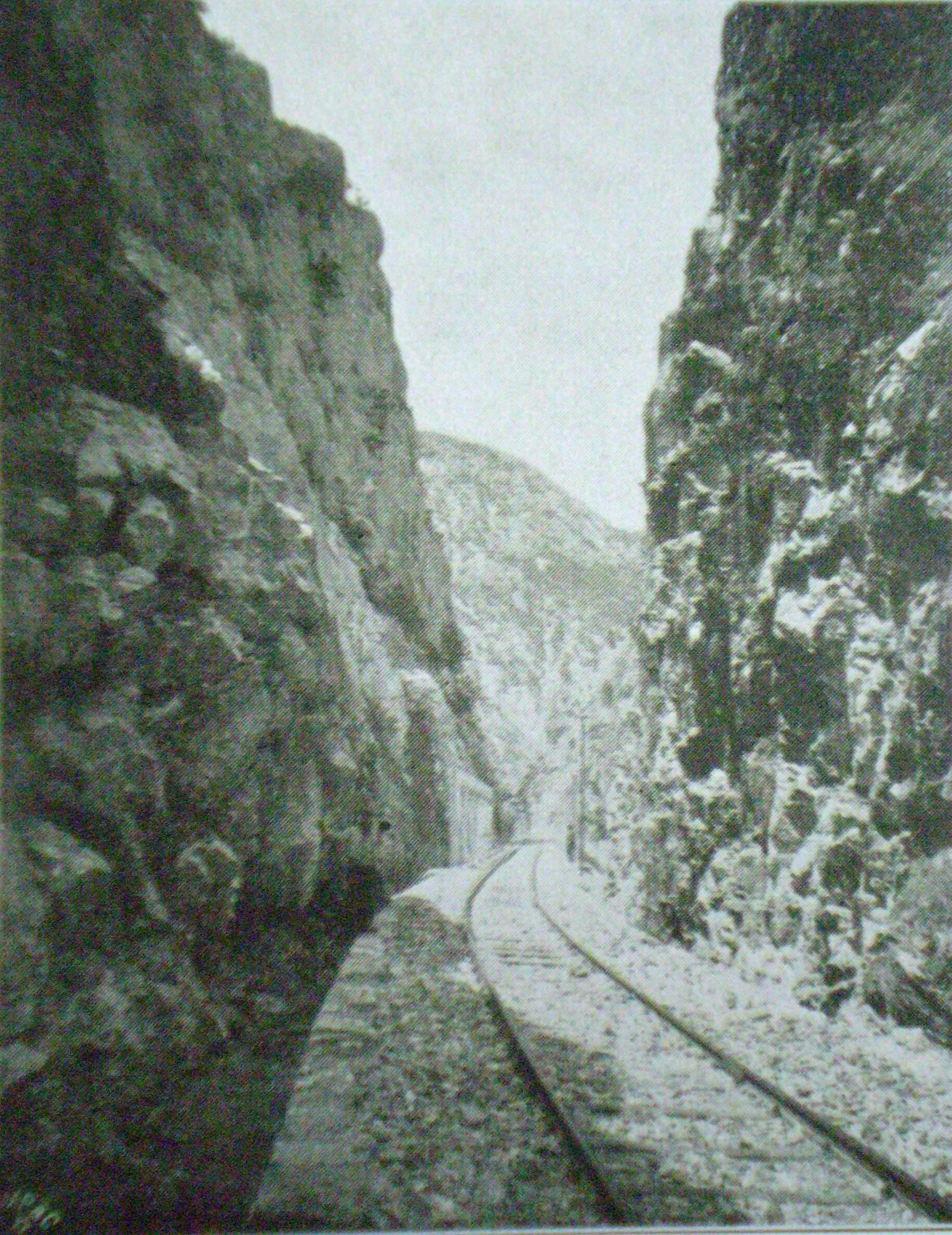
Багдадская железная дорога

В торгово-экономическом плане малоазиатские участки дороги с конечными пунктами у портов Персидского и Аденского заливов обнуляли контролировавшийся британской стороной торговый морской путь пролегавший через Суэцкий канал и Средиземное море, давали Германии возможность беспрепятственно интенсифицировать торгово-экономическое сотрудничество со своими колониями в Африке и всем Азиатско-Тихоокеанским регионом в обход Великобритании (морская торговля) и России (Транссиб, черноморские и балтийские морские порты), — с этой точки зрения дальнейшее развитие дороги и запуск грузовых перевозок по ней в полную мощность не устраивали британскую и российскую элиту, терявшую не только денежные поступления от перевозки немецких грузов, но и контроль за немецкими торговыми связями. Отсюда — противодействие дальнейшему развитию проекта как с британской, так и с российской стороны. Как полагает академик А. И. Фурсов (ИНИОН РАН), развитие линии Берлин — Бизантиум — Багдад косвенно привело к нарастанию военной напряжённости в Европе, предшествовавшей Первой мировой войне.
Постройка дороги вызвала беспокойство в России, так как дорога, особенно в случае северного варианта пути, позволила бы Турции быстро перебрасывать войска на кавказскую границу России. Поэтому Россия в 1900 году добилась от Турции заключения соглашения, по которому Турция обязывалась не передавать иностранным компаниям строительство железных дорог к северу от линии Анкара — Сивас — Диярбакыр — Ван, а могла строить их либо сама, либо передать постройку русским компаниям. Таким образом прорыв Германии к кавказской границе был предотвращён.
В том же 1900 году Месопотамию и Западную Армению посетил крупный германский геополитик Пауль Рорбах. Он пришёл к заключению, что для создания в Северной и Восточной Анатолии однородного турецкого населения необходимо осуществить массовое переселение армян в районы строительства Багдадской железной дороги, что поможет решить сразу две важные задачи:
- строительство дороги будет обеспечено необходимой рабочей силой
- русское влияние в Западной Армении будет ослаблено.

В 1911 году между Россией и Германией было заключено Потсдамское соглашение, по которому Россия обязалась не препятствовать постройке железной дороги Берлин — Багдад в обмен на признание российских интересов в Иране.

В будущем законченном виде дорога даст возможность германской промышленности наводнить своими продуктами Малую Азию, Сирию и Месопотамию, а по окончании линии Багдад — Ханекин — Тегеран, также и Персию. Политическое значение дороги для Германии заключается в том усилении и возрождении Турции, которое неминуемо должно повлечь за собой проведение железнодорожного пути через всю страну от Константинополя до Персидского залива с разветвлениями во все стороны. Усиление Турции и в особенности её военного могущества является одной из главных задач германской политики последних лет, направляемой к привлечению Оттоманской империи в сферу Тройственного союза.— АВПР. Берлин, 4/17 марта «1911. Шебеко — С. Д. Сазонову.
Что касается Англии, то её особое беспокойство вызывала идея продолжения дороги от Багдада к Персидскому заливу. В 1913 году, в связи с обострением вопроса о Персидском заливе и статусе Кувейта, между Англией, Германией и Францией были возобновлены переговоры о Багдадской железной дороге. По конвенции с Турцией, подписанной 29 июля 1913 года, Англия соглашалась на продление немецкой железной дороги вплоть до Басры, с тем, однако, условием, что эта дорога не будет продолжена к Персидскому заливу. Так Англия добилась от Турции признания своей гегемонии в заливе и своего контроля над судоходством по Шатт-эль-Арабу. 

Последние два года перед Первой мировой войной заполнены германо-турецкими переговорами по вопросу об этой дороге: они привели (перед самым началом войны) к подписанию предварительного договора, признававшего верховную власть Турции над Кувейтом; однако, одновременно с этим, подписаны были особые договоры между шейхом Кувейта и английским правительством, делавшее Англию фактической хозяйкой этой области.— Карл Радек Багдадская железная дорога - БСЭ, 1-е изд., т. 4, 1930.
Стремясь найти компромисс, Германия в июне 1914 года передала Англии строительство железнодорожной магистрали к югу от Багдада. Ряд политологов считает англо-германский конфликт из-за немецкого проникновения в район Персидского залива одной из причин Первой мировой войны.

## Завершение постройки
К началу Первой мировой войны Багдадская железная дорога была построена только частично. На севере рельсы были проложены до Рас-эль-Айна (за время войны до Нусайбина), на юге — от Багдада до Самарры. На строительстве отдельных участков Багдадской железной дороги были задействованы армянские рабочие бригады. В 1915 году они были полностью уничтожены младотурками.
В 1916—1917 годах Германская специальная железнодорожная рота № 6 занималась строительством локомотивных депо и складов для Багдадской железной дороги. После поражения Центральных держав и распада Османской империи строительство прекратилось — и возобновилось далеко не сразу. После Первой мировой войны Багдадская железная дорога была разделена на три части:
- участок от Коньи до станции Бозанти был передан непосредственно Турции,
- участок от Бозанти до Нусайбина — сдан в концессию французской компании,
- участок от Багдада до Самарры — включён в состав Иракских железных дорог, управляемых англичанами[6].

Только к лету 1940 года строительство всех отдельных участков турецкими подрядчиками было полностью завершено, и в июле 1940 года из Стамбула в Багдад отправился первый прямой беспересадочный поезд.

## Современное состояние дороги
Большая часть дороги находится в рабочем состоянии. Большинство железнодорожных станций также сохранилось.
Перегон от Топрах-кале до Нарлы был электрифицирован в связи с большим объёмом перевозок руды.